# Abacetus confinis
Abacetus confinis là một loài bọ chân chạy thuộc phân họ Pterostichinae. Loài này được Boheman mô tả lần đầu năm 1848.